# Daniel Nordin
Daniel Nordin (ur. w 1977) – szwedzki snowboardzista. Nie startował na igrzyskach olimpijskich. Zajął 9. miejsce w halfpipe’ie na mistrzostwach świata w Madonna di Campiglio. Najlepsze wyniki w Pucharze Świata osiągnął w sezonie 2000/2001, kiedy to zajął 36. miejsce w klasyfikacji generalnej, a w klasyfikacji halfpipe’a był dziewiąty.
W 2003 r. zakończył karierę.

## Sukcesy

### Mistrzostwa Świata
| Miejsce | Dzień       | Rok  | Miejscowość          | Konkurencja | Zwycięzca        |
| ------- | ----------- | ---- | -------------------- | ----------- | ---------------- |
| 9.      | 27 stycznia | 2001 | Madonna di Campiglio | Halfpipe    | Kim Christiansen |

### Puchar Świata

#### Miejsca w klasyfikacji generalnej
- 1997/1998 - 127.
- 1998/1999 - 84.
- 2000/2001 - 36.
- 2002/2003 - -

#### Miejsca na podium
1. Tandådalen – 23 listopada 1998 (Halfpipe) - 3. miejsce